# Kevin Kilner
Kevin Kilner (* 3. Mai 1958 in Baltimore, Maryland) ist ein US-amerikanischer Schauspieler.

## Leben und Karriere
Kevin Kilner kann eine Reihe von Auftritten in Fernseh- und Kinofilmen unter anderem Wieder allein zu Haus (Home Alone III), Liebe auf den ersten Schrei, Spionin auf Urlaub, American Pie 2, Liebe auf Umwegen oder Cinderella Story vorweisen. Zudem hatte er Gastrollen in zahlreichen Fernsehserien, wie beispielsweise seine Nebenrolle in One Tree Hill, in welcher er in der 3. Staffel die Rolle des Larry Sawyer spielte. Er gehörte aber auch zur Haupt-Besetzung der jeweils ersten Staffel der Fernsehserien Almost Perfect und Mission Erde – Sie sind unter uns (Earth: Final Conflict). Aus letzterer Serie, in der Kevin Kilner die Rolle des Commander William Boone verkörperte, wurde er nach der ersten Staffel herausgeschrieben. Allerdings nahm Kilner die Rolle in Form von zwei Gastauftritten während der fünften Staffel nochmals auf.

## Filmografie (Auswahl)
- 1994: Chicks
- 1997: Wieder allein zu Haus (Home Alone 3)
- 1997: Mission Erde – Sie sind unter uns (Earth: Final Conflict, Fernsehserie, 24 Folgen)
- 1999: Das Haus der Zukunft (Smart House)
- 1999: Ein Hauch von Himmel (Folge 6x5)
- 2002: Auto Focus
- 2004: Cinderella Story (A Cinderella Story)
- 2004: Liebe auf Umwegen (Raising Helen)
- 2010: CSI: NY (Fernsehserie, Folge Boxenstopp)
- 2011: The Craigslist Killer
- 2013: Paranoia – Riskantes Spiel (Paranoia)
- 2013–2014: House of Cards (Fernsehserie, 3 Folgen)
- 2013: Blue Bloods – Crime Scene New York (Blue Bloods, Fernsehserie, 1 Folge)
- 2014: Castle (Fernsehserie, 1 Folge)
- 2014: Madam Secretary (Fernsehserie, 1 Folge)
- 2014: Person of Interest (Fernsehserie, 1 Folge)
- 2015: Good Wife (The Good Wife, Fernsehserie, 1 Folge)
- 2016: Unforgettable (Fernsehserie, 1 Folge)
- 2016: Quantico (Fernsehserie, 1 Folge)
- 2016: Elementary (Fernsehserie, 1 Folge)
- 2017: The Blacklist (Fernsehserie, 1 Folge)
- 2020: Bull (Fernsehserie, 1 Folge)
- 2020: Navy CIS (NCIS, Fernsehserie, Folge Monarch Motel)
- 2021: Bonding (Fernsehserie, 3 Folgen)